# Notogomphus praetorius
Notogomphus praetorius là một loài chuồn chuồn ngô thuộc họ Gomphidae. Nó được tìm thấy ở Angola, Cộng hòa Congo, Cộng hòa Dân chủ Congo, Malawi, Mozambique, Namibia, Nam Phi, Zambia, và Zimbabwe. Các môi trường sống tự nhiên của chúng là các khu rừng ẩm ướt đất thấp nhiệt đới hoặc cận nhiệt đới, xavan khô, xavan ẩm, vùng đất có cây bụi nhiệt đới hoặc cận nhiệt đới, vùng cây bụi ẩm khu vực nhiệt đới hoặc cận nhiệt đới, và sông.